# Тейлър Смит
Тейлър Смит (на английски: Taylor Smith) е канадска писателка, авторка на бестселъри в жанра романтичен трилър.

## Биография и творчество
Морийн Тейлър Смит родена е през 1953 г. в Уинипег, Канада. След завършване на училище в страната получава магистърска степен по международни отношение във Франция.
След дипломирането си, в продължение на 12 години работи към Министерството на външните работи като дипломат, политически анализатор и старши съветник към Съвета за национална сигурност на Канада. Била е 3 години делегат в Общото събрание на ООН в Ню Йорк, отговаряща по въпросите на правата на човека. Като участник в тайния съвет на премиера и кабинета, част от задълженията ѝ са да поддържа връзка с ЦРУ и британската MИ-6. Следващите 3 години прекарва в назначение в Източна Африка, където учи суахили и гмуркане с един от местните оперативни работници на ЦРУ. Следващата ѝ задача е в централата на Бюрото за Източна Европа, където участва в наблюдението на страните от съветския блок.
По време на отпуск през 1990 г. тя решава да преследва писателска кариера, като превърне своя опит в художествена литература, и за да може да прекарва повече време с дъщерите си. Премества се в Ориндж Каунти, Калифорния, където посещава курс по творческо писане. Става член на „LA Sisters in Crime“ и от 1998 г. на „Fictionaires“, една от най-старите организации на професионални писатели.
Първият ѝ трилър „Виновен поради мълчание“ е публикуван през 1995 г. Той става бестселър и е определен от критиката като „зашеметяващ дебют“. След него тя подава оставка от тайния правителствен съвет и се посвещава на литературата.
По-голямата част от нейните трилъри са самостоятелни романи, а в последните си две произведения тя въвежда своята героиня Хана Никс, която е специалист по сигурността в Лос Анджелис.
Произведенията на писателката са добре структурирани и са били в списъците на бестселърите. Публикувани са в над 20 страни и са издадени в над 2 милиона екземпляра.
Тейлър Смит живее със семейството си в Южна Калифорния.

## Произведения

### Самостоятелни романи
- Guilt by Silence (1995)
Виновен поради мълчание, изд. „Коломбина“ (2001), прев.
- Common Passions (1996)
- The Best of Enemies (1997)
- Random Acts (1998)
ФБР в действие, изд. „Коломбина“ (2001), прев.
- The Innocents Club (2000)
Клубът на невинните, изд. „Коломбина“ (2001), прев. Ирина Димитрова
- Deadly Grace (2001)
- Liar's Market (2004)

### Серия „Хана Никс“ (Hannah Nicks)
1. Slim to None (2006)
2. The Night Cafe (2008)